# Oru linnaosa
Oru is een van de vijf stadsdistricten (Estisch: linnaosad) van Kohtla-Järve, een stad in het noordoosten van Estland, provincie Ida-Virumaa. De stad bestaat uit vijf stadsdelen die onderling niet verbonden zijn. Oru (op het kaartje aangegeven met 3) is het meest oostelijke stadsdeel en met 1,2 km² tevens het kleinste. Oru heeft 1004 inwoners (2023). 3,0% van de bevolking van de stad woont in Oru.
Oru is het enige stadsdeel van Kohtla-Järve met een treinstation. Langs de westgrens van het stadsdeel stroomt de rivier Vasavere, een zijrivier van de Pühajõgi.

## Geschiedenis
Oru werd voor het eerst genoemd in 1796 onder de naam Orro als molen en herberg op het landgoed van Pühajõe. Orro is ook de Duitse naam voor het slot Oru bij Toila, dat ongeveer 8 km ten noordwesten van het station Oru lag. Oorspronkelijk is Oru of Orro de naam voor het grensgebied tussen Pühajõe en Toila. De molen verdween in de tweede helft van de 19e eeuw.
Het station Oru aan de spoorlijn Tallinn - Narva werd geopend in 1870. Vanaf december 1910 was het ook postkantoor. Het lag oorspronkelijk 1,8 km oostelijker dan waar het nu ligt, maar het werd in de jaren zestig van de 20e eeuw verplaatst. Rondom het station ontstond een nederzetting, die vanaf 1958 uitgroeide tot industriestadje toen daar een brikettenfabriek was geopend. In 1964 werd Oru opgenomen in de stad Kohtla-Järve. In 1970 had het stadsdeel ongeveer 2500 inwoners; dat aantal is sindsdien gestaag afgenomen.

## Foto's

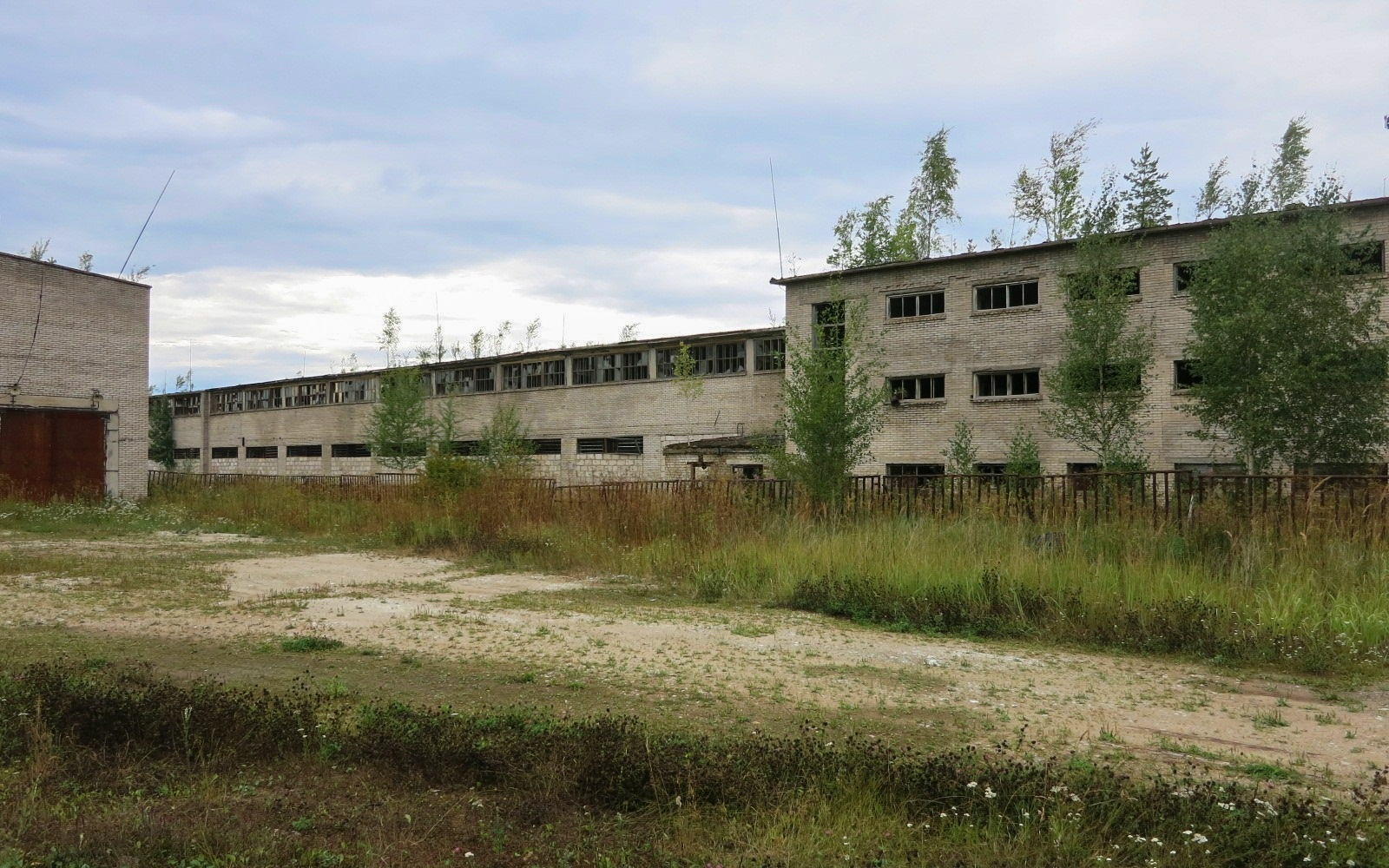
Voormalige brikettenfabriek
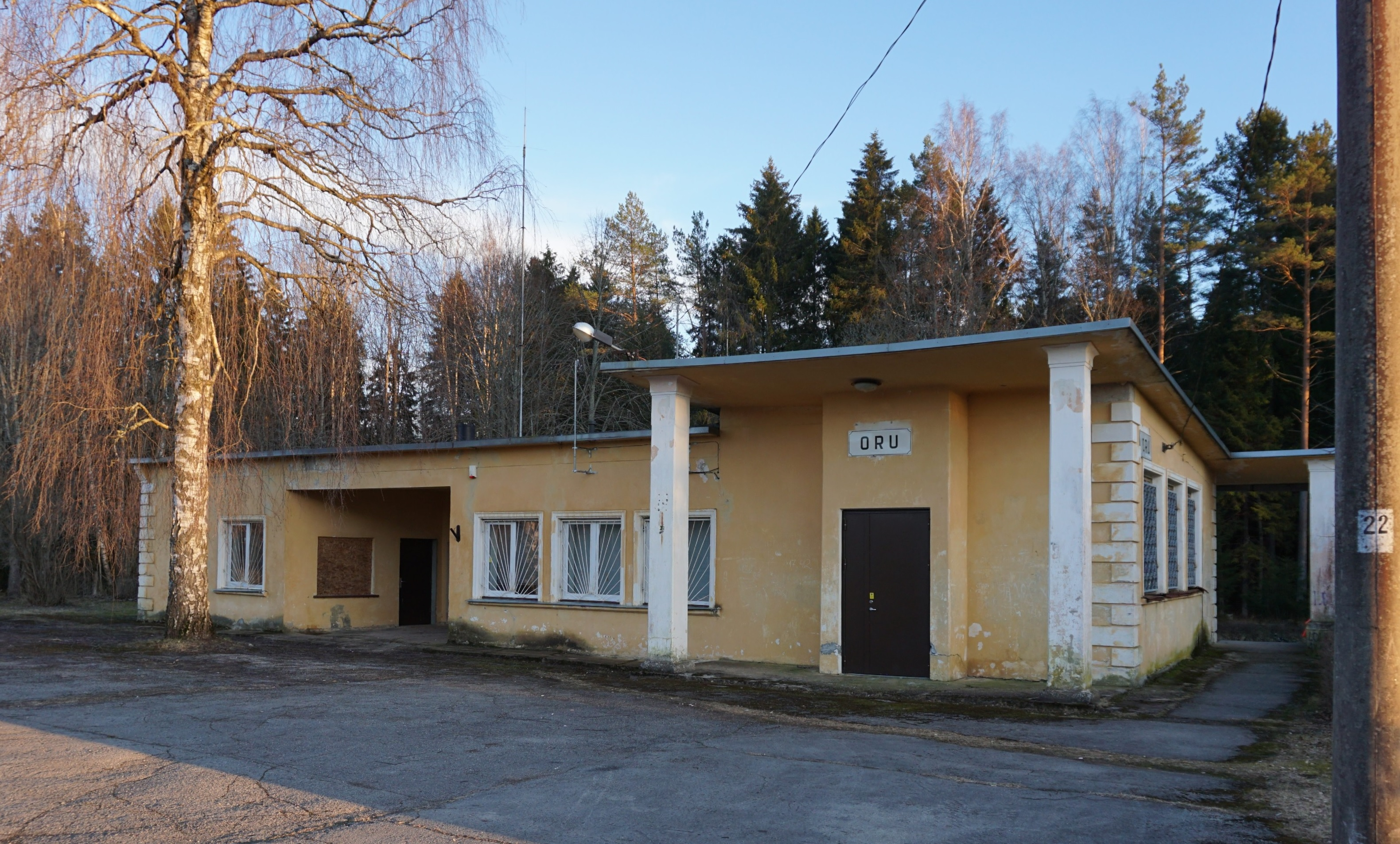
Station Oru
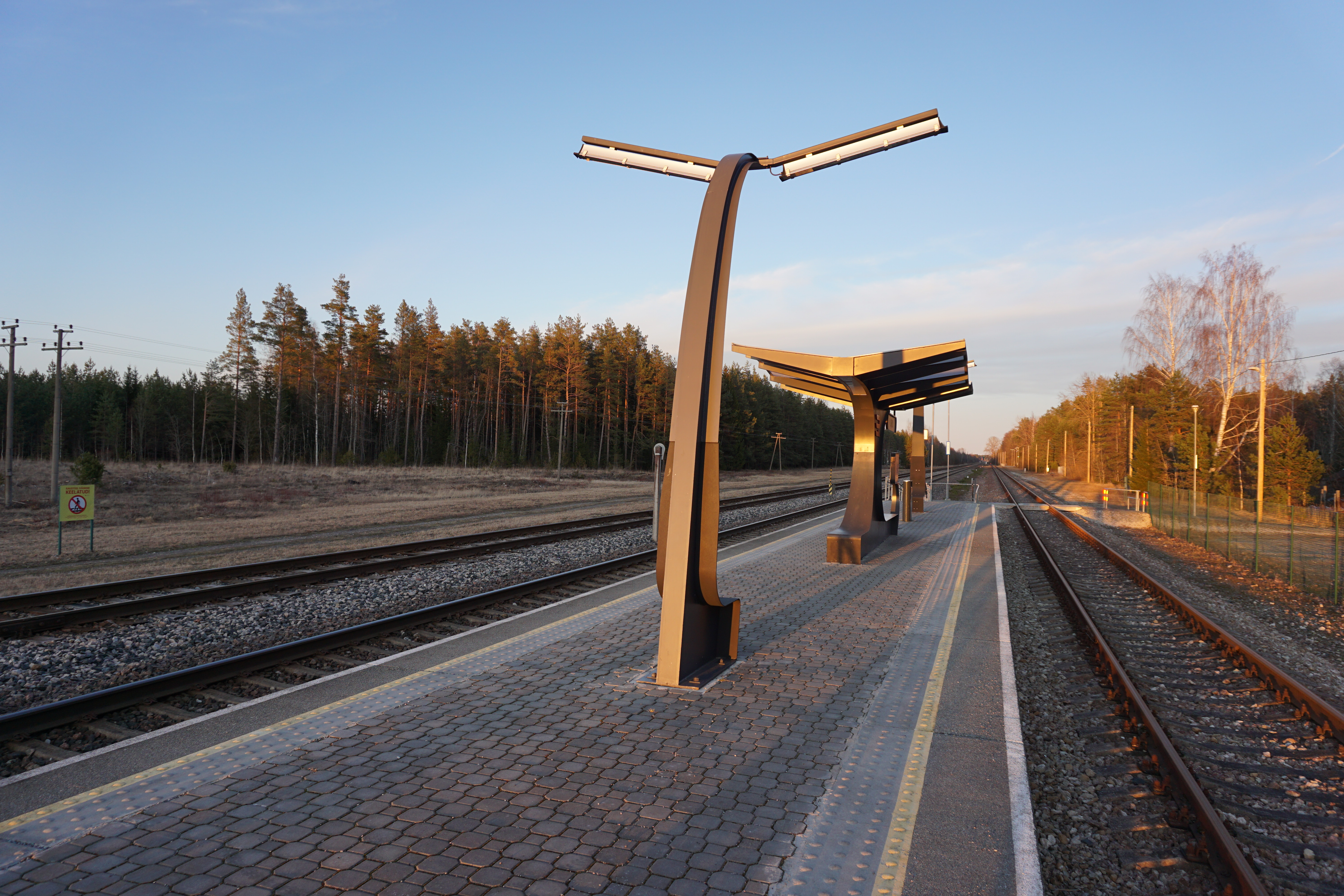
Perron